# ستراک (سیران) سارویان
ستراک (سیران) فیردوسی سارویان (ارمنی: Սեդրակ Ֆիրդուսի Սարոյան؛ زادهٔ ۳ سپتامبر ۱۹۶۷) - درگذشته ۱۳ اوت ۲۰۲۲) یک سیاستمدار و فرد نظامی اهل ارمنستان بود که از تاریخ ۲۰۱۷ تا تاریخ ۲۰۱۸ سمت نماینده دوره‌های چهارم تا ششم مجلس ملی جمهوری ارمنستان را برعهده داشت. وی از فرماندهان جوخه‌های داوطلب ارمنی در جنگ اول قره‌باغ نیز بود.

## زندگی‌نامه
در ۳ سپتامبر ۱۹۶۷ در هایکاشن به دنیا آمد . وی همچنین برنده مدال مارشال باقرامیان، مدال دراستامات کانایان و نشان صلیب رزمی درجه دو شده‌است. وی در ۱۳ اوت ۲۰۲۲ در سن ۵۴ سالگی در ایروان درگذشت.

## یادداشت
1. ↑  Կարմեն Պապիկյան
2. ↑  Նաիրի, Զարզանդ, Աշոտ, Վահրամ